# Maison Louis-Pagé
Pour les articles homonymes, voir Pagé.

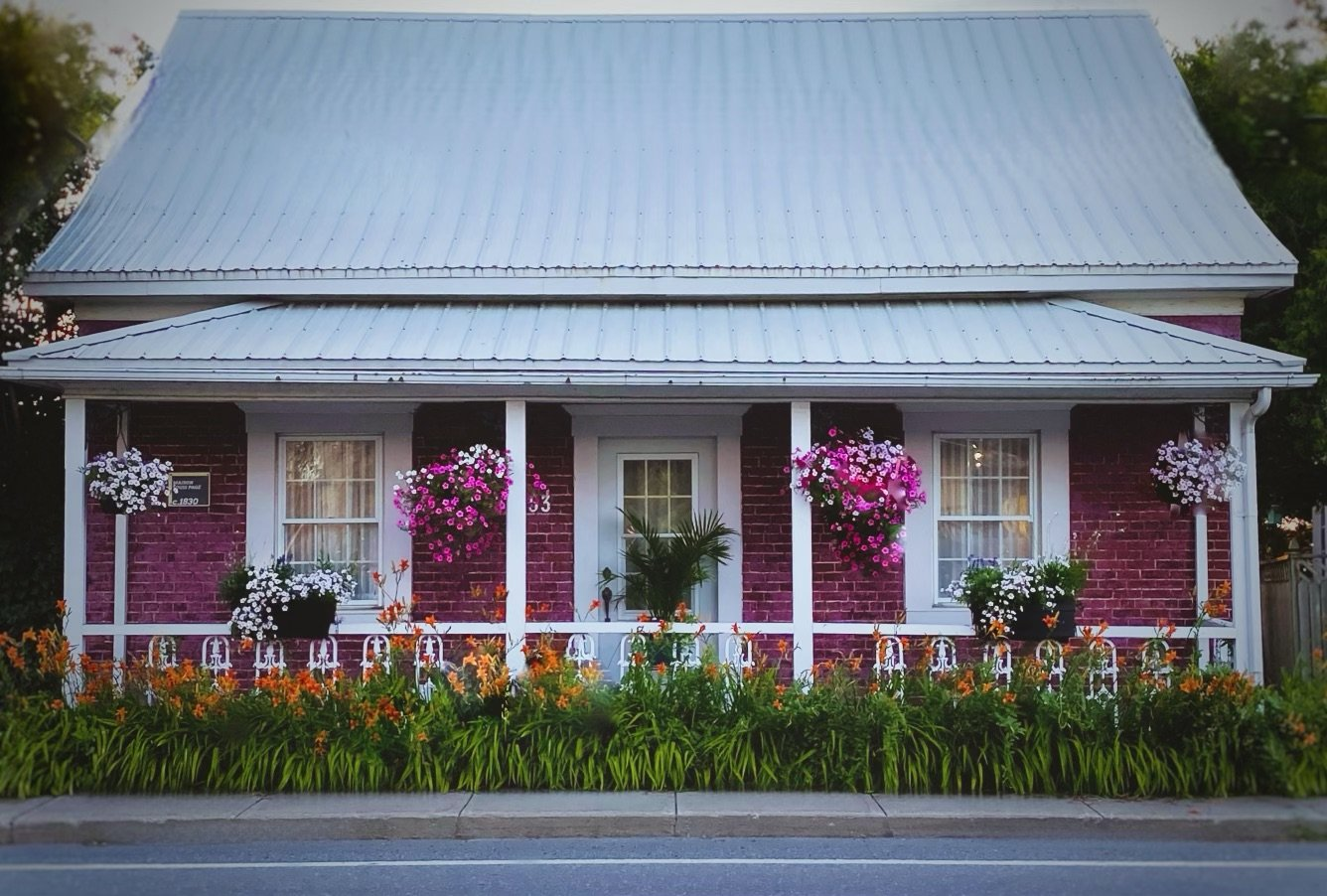
Façade de la maison Louis-Pagé

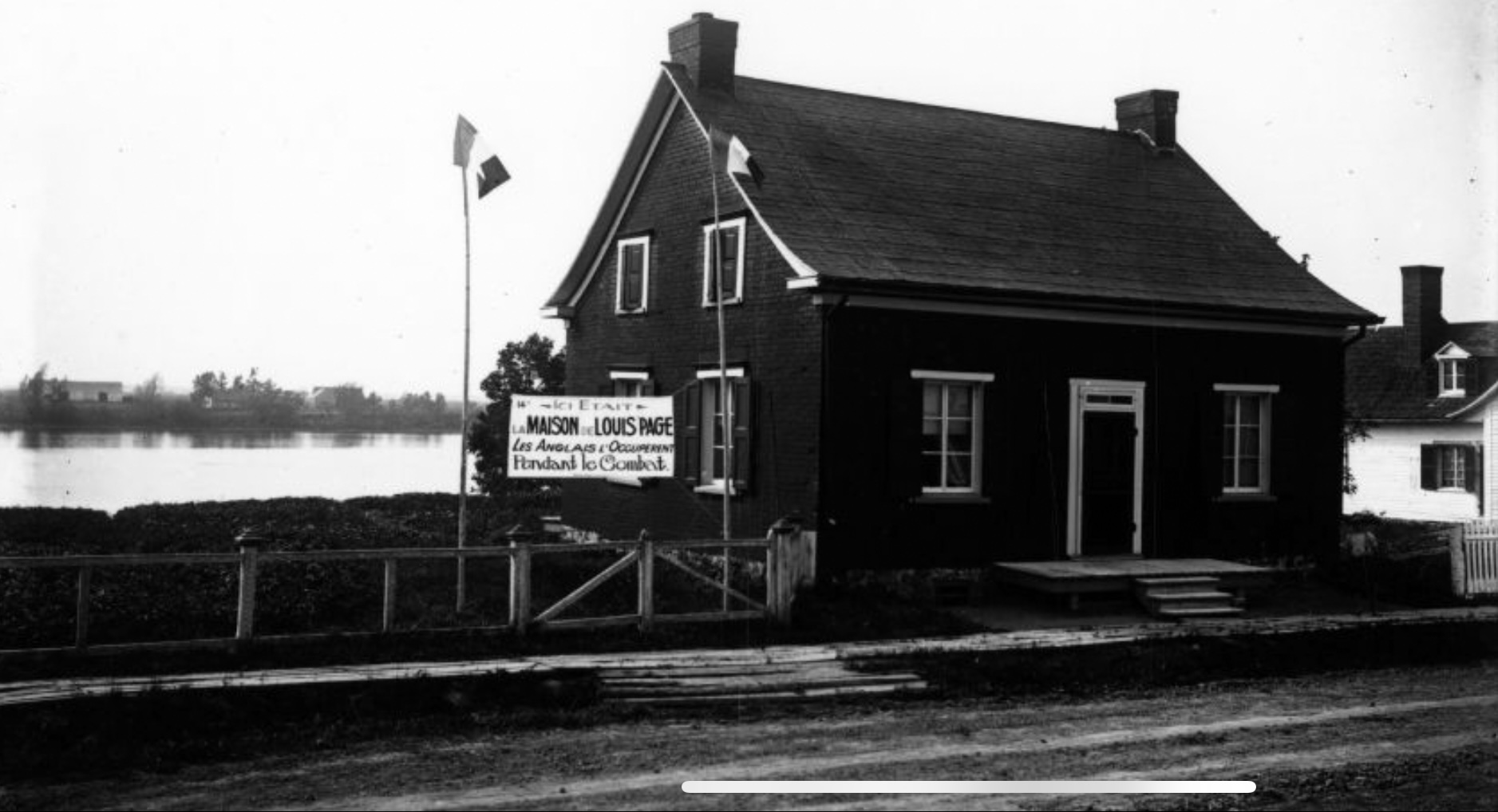
Maison Louis-Pagé vers 1910

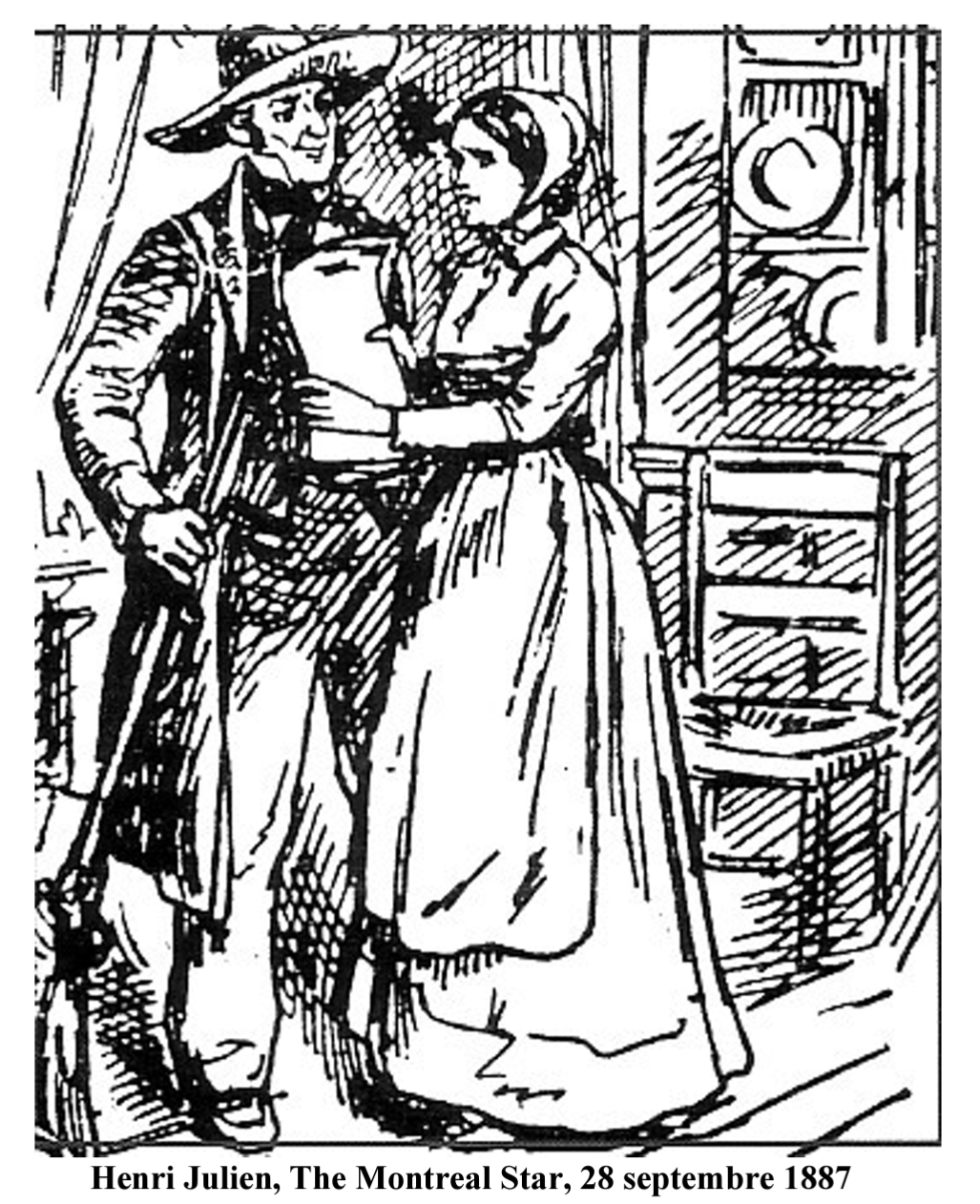
Gravure de Henri Julien. "Les femmes Patriotes: La femme du marchand Louis Pagé de Saint-Denis, couvre la poitrine de son mari de 15 feuilles de papier fort au matin du 23 novembre 1837. Au cours de la bataille, une balle frappa la cuirasse, s'arrêtant à la quatorzième feuille"

La Maison Louis-Pagé est une maison historique du Québec construite vers 1830 à Saint-Denis-sur-Richelieu.
Elle fut au centre de Bataille de Saint-Denis du 23 novembre 1837, lors de la rébellion des Patriotes.
C'est de cette maison que furent tirés les premiers coups de feu du clan patriote le matin de la bataille.
Des marques de balles sont encore visibles sur le mur Est de la maison.

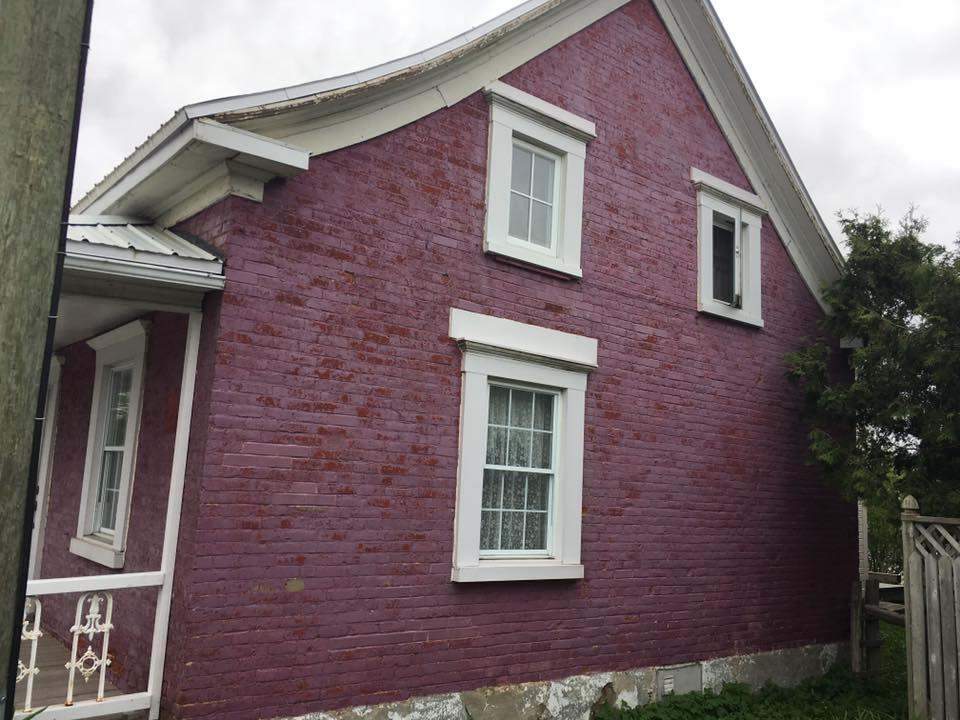
Côté Est de la maison Louis Pagé

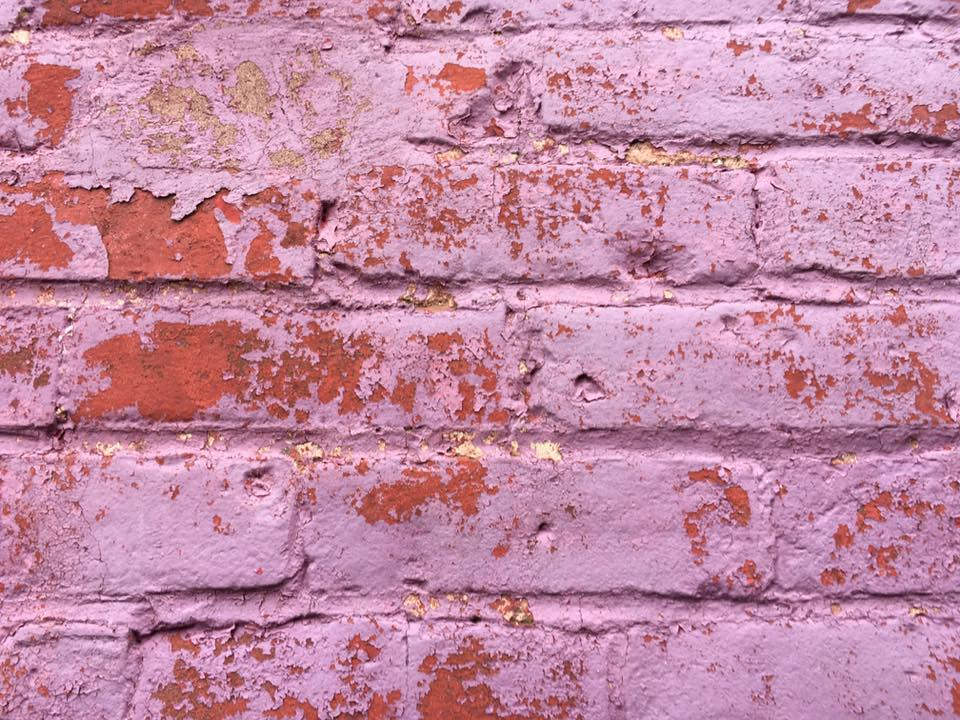
Traces de balles sur le mur de la maison Louis Pagé.

Cette bataille fut l'unique succès remporté par les Patriotes lors de ce conflit. Ils seront battus à Saint-Charles et à Saint-Eustache. 

## Anectode de la main de papier
Une annecdote circule depuis cette bataille à propos de Louis Pagé (1802-1886) et de sa femme Appoline Létourneau (1809-1876). Au cours de la bataille, Louis Pagé reçoit une balle de fusil en pleine poitrine. On raconte qu’il eut la vie sauve grâce à la main (plastron) de papier  confectionnée par sa femme, qu’il portait sous ses habits,.